# Système de Kubitzki
Le système de Kubitzki est un  système de classification botanique conçu par le botaniste allemand, Klaus Kubitzki. C'est le produit d'une étude en cours des plantes vasculaires, intitulée The Families and Genera of Vascular Plants, qui comprenait 13 volumes en 2015.
Cette revue, sous la forme d'une encyclopédie, est importante car elle constitue un traitement exhaustif, multivolume, des plantes vasculaires, avec des clés de détermination et la description de toutes les familles et tous les genres, la plupart du temps par des spécialistes de ces groupes. Le système de Kubitzki a servi de base pour la classification utilisée dans l'ouvrage Mabberley's Plant-Book, sorte de dictionnaire des plantes vasculaires. David John Mabberley déclare, dans son introduction à la page xi de l'édition de 2008, que le système de Kubitzki « reste la norme à laquelle on compare la littérature existante ».
Par les arrangements concernant les ordres et les familles, le système de classification adopté dans les volumes initiaux sur les Angiospermes ressemble étroitement à la classification de Dahlgren pour les monocotylédones et à celle de Cronquist pour les dicotylédones, mais les volumes ultérieurs ont été influencés par les études récentes de phylogénétique moléculaire.
Le premier volume de la série (Ptéridophytes et Gymnospermes), qui couvre les  Lycophytes, Monilophytes et Gymnospermes, a été publié en 1990. En 2010, neuf volumes étaient publiés, couvrant 39 des 59 ordres de plantes à fleurs reconnus par la classification APG III. L'ordre des  Saxifragales est couvert, à l'exception du genre Medusandra, transféré des Malpighiales en 2009. Le volume 10 (2011) couvre la famille des Myrtaceae et les ordres des Cucurbitales et Sapindales. Le volume 11 a été publié en 2014, et les volumes suivants en 2015. Les volumes 2 et 5 à 7 traitent des Dicotylédones, tandis que les volumes 3, 4 et 13 traitent des Monocotylédones. Les volumes 8 à 12 traitent des Eudicotylédones.
Parce que c'est le résultat d'un travail en cours, le système de Kubitzki est incomplet pour les groupes de plantes qui n'ont pas encore été couverts et ceux qui ont été complètement couverts n'ont pas été révisés à la lumière des connaissances acquises ultérieurement. Depuis la publication du premier volume en 1990, on a beaucoup appris sur la systématique botanique, principalement par des analyses phylogénétiques de séquences d'ADN. La classification des Fougères a été complètement revue dans cette période,. En outre certaines familles de Gymnospermes ont été révisées,.
Pour les plantes à fleurs, les derniers volumes du système de Kubitzki suivent l’Angiosperm Phylogeny Group dont la dernière révision date de 2009 (classification APG III), sauf pour la reconnaissance de familles ségrégées plus petites. (la liste complète de l'ensemble des volumes est indiquée dans l'article sur Klaus Kubitzki).

## Classification

### Résumé
Divisions
- Pteridophyta
- Pinophyta
  - subdivision des Coniferophytina
  - subdivision des Cycadophytina
- Magnoliophyta
  - Classe des Monocotylédones
  - Classe des  Dicotylédones

### Pteridophyta
- 1. divisio Pteridophyta
1. classis Psilotatae
Psilotaceae
2. classis Lycopodiatae
Isoetaceae
Lycopodiaceae
Selaginellaceae
3. classis Equisetatae
Equisetaceae
4. classis Filicatae
Aspleniaceae
Azollaceae
Blechnaceae
Cheiropleuriaceae
Cyatheaceae
Davalliaceae
Dennstaedtiaceae
Dicksoniaceae
Dipteridaceae
Dryopteridaceae
Gleicheniaceae
Grammitidaceae
Hymenophyllaceae
Hymenophyllopsidaceae
Lomariopsidaceae
Lophosoriaceae
Loxsomataceae
Marattiaceae
Marsileaceae
Matoniaceae
Metaxyaceae
Monachosoraceae
Nephrolepidaceae
Oleandraceae
Ophioglossaceae
Osmundaceae
Plagiogyriaceae
Polypodiaceae
Pteridaceae
Salviniaceae
Schizaeaceae
Thelypteridaceae
Vittariaceae

### Pinophyta
- 2. divisio Pinophyta ou Gymnospermae
  - 1. subdivisio Coniferophytina

1. classis Ginkgoatae
Ginkgoaceae
2. classis Pinatae
1. Ordre des Pinales
Araucariaceae
Pinaceae
Sciadopityaceae
Taxodiaceae
Cupressaceae
Phyllocladaceae
Podocarpaceae
2. Ordre des Taxales
Cephalotaxaceae
Taxaceae
  - 2. subdivisio Cycadophytina

1. classis Cycadatae
Ordre des Cycadales
Boweniaceae
Cycadaceae
Stangeriaceae
Zamiaceae
2. classis Gnetatae
Ordre des Gnetales
Ephedraceae
Welwitschiaceae
Gnetaceae

### Magnoliophyta
- 3. divisio Magnoliophyta ou Angiospermae
subdivisio Magnoliophytina

#### Monocotyledoneae
- 1. classis Monocotyledoneae ou Liliopsida [complète][8]

4. Superordres
1. Acoranae
2. Alismatanae
3. Lilianae
4. Commelinanae

##### Acoranae
- 1. superordre des Acoranae
Acoraceae
Rattachés à aucun ordre
Nartheciaceae

##### Alismatanae
- 2. superordre des Alismatanae
1. Ordre des Arales
Araceae
Lemnaceae
2. Ordre des Alismatales
Butomaceae
Alismataceae
Limnocharitaceae
Hydrocharitaceae
Najadaceae
Aponogetonaceae
Scheuchzeriaceae
Juncaginaceae
Potamogetonaceae
Ruppiaceae
Posidoniaceae
Zosteraceae
Zannichelliaceae
Cymodoceaceae

##### Lilianae
- 3. superordre des Lilianae
1. Ordre des Liliales
Campynemataceae
Luzuriagaceae
Alstroemeriaceae
Colchicaceae
Melanthiaceae
Trilliaceae
Liliaceae
Calochortaceae
Petermanniaceae
Smilacaceae
Philesiaceae
2. Ordre des Asparagales
Orchidaceae
Iridaceae
Doryanthaceae
Lanariaceae
Ixioliriaceae
Hypoxidaceae
Johnsoniaceae
Hemerocallidaceae
Tecophilaeaceae
Blandfordiaceae
Asteliaceae
Boryaceae
Asphodelaceae
Xanthorrhoeaceae
Aphyllanthaceae
Anemarrhenaceae
Amaryllidaceae
Agapanthaceae
Alliaceae
Themidaceae
Asparagaceae
Hyacinthaceae
Lomandraceae
Herreriaceae
Hostaceae
Anthericaceae
Agavaceae
Eriospermaceae
Ruscaceae
Behniaceae
Dracaenaceae
Convallariaceae
Nolinaceae
3. Ordre des Triuridales
Triuridaceae
4. Ordre des Dioscoreales
Dioscoreaceae
Trichopodaceae
Taccaceae
Burmanniaceae
Corsiaceae
5. Ordre des Pandanales
Pandanaceae
Cyclanthaceae
Velloziaceae
Acanthochlamydaceae
Stemonaceae
Pentastemonaceae

##### Commelinanae
- 4. superordre des Commelinanae
1. Ordre des Principes
Palmae
2. Ordre des Dasypogonales
Dasypogonaceae
3. Ordre des Bromeliales
Bromeliaceae
 ?Rapateaceae[9]
4. Ordre des Commelinales
Commelinaceae
Pontederiaceae
Philydraceae
Haemodoraceae
5. Ordre des Xyridales
Mayacaceae
Xyridaceae
Eriocaulaceae
 ?Rapateaceae
6. Ordre des Zingiberales
Musaceae
Strelitziaceae
Lowiaceae
Heliconiaceae
Costaceae
Zingiberaceae
Cannaceae
Marantaceae
 ?Hanguanaceae[10]
7. Ordre des Typhales
Typhaceae
8. Ordre des Juncales
Juncaceae
Thurniaceae
Cyperaceae
9. Ordre des Poales
Flagellariaceae
Restionaceae
Ecdeiocoleaceae
Anarthriaceae
Centrolepidaceae
Joinvilleaceae
Poaceae
incertae sedis in monocots
Hydatellaceae

#### Dicotyledoneae
- 2. classis Dicotyledoneae ou Magnoliopsida [incomplète]
  - 1. subclassis Magnoliidae
    - 1. superordre des Magnolianae (Magnoliidées inférieures)
      - 1. Ordre des Magnoliales
        - Himantandraceae
        - Eupomatiaceae
        - Austrobaileyaceae
        - Degeneriaceae
        - Magnoliaceae
        - Annonaceae
        - Myristicaceae
        -  ?Canellaceae
        -  ?Lactoridaceae
        - Amborellaceae
        - Trimeniaceae
        - Chloranthaceae
        - Monimiaceae
        - Gomortegaceae
        - Lauraceae
        - Hernandiaceae
        - Calycanthaceae

      - 2. Ordre des Illiciales
        - Winteraceae
        -  ?Canellaceae
        - Illiciaceae
        - Schisandraceae

      - 3. Ordre des Aristolochiales
        - Aristolochiaceae
        - Hydnoraceae
        -  ?Rafflesiaceae

      - 4. Ordre des Piperales
        - Saururaceae
        - Piperaceae

    - 2. superordre des Ranunculanae (Magnoliidées supérieures)
      - 1. Ordre des Nelumbonales
        - Nelumbonaceae

      - 2. Ordre des Ranunculales
        - Lardizabalaceae
        - Berberidaceae
        - Menispermaceae
        - Ranunculaceae
        -  ?Circaeasteraceae
        - Pteridophyllaceae
        - Papaveraceae
        - Fumariaceae

    - 3. superordre des Nymphaeanae
      - Ordre des Nymphaeales
        - Cabombaceae
        - Nymphaeaceae
        -  ?Ceratophyllaceae

    - 4. superordre des Caryophyllanae
      - Ordre des Caryophyllales (y inclus : Centrospermae Eichler)

- -     -       -         - Nepenthaceae *
        - Droseraceae *
        - Drosophyllaceae *
        - Simmondsiaceae *
        - Rhabdodendraceae *
        - Asteropeiaceae *
        - Physenaceae *
        - Ancistrocladaceae *
        - Dioncophyllaceae *
        - Frankeniaceae *
        - Tamaricaceae *

      - clade des Centrospermae
        - Caryophyllaceae
        - Molluginaceae
        - Aizoaceae
        - Amaranthaceae
        - Chenopodiaceae
        - Halophytaceae
        - Stegnospermaceae
        - Achatocarpaceae
        - Phytolaccaceae
        - Nyctaginaceae
        - Cactaceae
        - Portulacaceae
        - Didiereaceae
        - Basellaceae
        - Hectorellaceae
        - Barbeuiaceae +
        - Sarcobataceae +
        - Petiveriaceae +
        - Agdestidaceae +

    - 5. superordre des Hamamelidanae
      - 1. Ordre des Trochodendrales
        - Trochodendraceae
        - Eupteleaceae
        - Cercidiphyllaceae
        -  ?Myrothamnaceae

      - 2. Ordre des Hamamelidales
        - Platanaceae
        - Hamamelidaceae

      - 3. Ordre des Fagales
        - Fagaceae
        - Betulaceae
        - Ticodendraceae

      - 4. Ordre des Juglandales
        - Rhoipteleaceae
        - Juglandaceae
        - Myricaceae

      - 5. Ordre des ?Casuarinales
        - Casuarinaceae

    - 6. superordre des Polygonanae
      - Ordre des Polygonales

    - Polygonaceae
    - 7. superordre des Plumbaginanae
      - Ordre des Plumbaginales
        - Plumbaginaceae

    - 8. superordre des Malvanae
      - Ordre des Malvales
        - Neuradaceae
        - Tepuianthaceae
        - Thymelaeaceae
        - Dipterocarpaceae
        - Diegodendraceae
        - Sphaerosepalaceae
        - Cistaceae
        - Sarcolaenaceae
        - Bixaceae
        - Cochlospermaceae
        - Muntingiaceae
        - Malvaceae

Dans les volumes 5,6,7,8, aucun groupe de rang taxonomique supérieur à l'ordre n'a été reconnu.
- Ordre des Capparales
  - Bataceae
  - Salvadoraceae
  - Tropaeolaceae
  - Limnanthaceae
  - Caricaceae
  - Moringaceae
  - Setchellanthaceae
  - Akaniaceae
  - Resedaceae
  - Pentadiplandraceae
  - Tovariaceae
  - Koeberliniaceae
  - Cruciferae ou Brassicaceae
  - Capparaceae
  - Emblingiaceae
- Rattachés à aucun ordre, mais apparentés aux Capparales
  - Tapisciaceae
- Ordre des Celastrales
  - Parnassiaceae
  - Lepidobotryaceae
  - Celastraceae
- Ordre des Oxalidales
  - Gyrostemonaceae
  - Oxalidaceae
  - Connaraceae
  - Cephalotaceae
  - Brunelliaceae
  - Cunoniaceae
  - Elaeocarpaceae
- Ordre des Rosales (#)[12]
  - Rosaceae (y compris Guamatela)
  - Dirachmaceae
  - Rhamnaceae
  - Barbeyaceae #
  - Elaeagnaceae
  - Ulmaceae #
  - Moraceae #
  - Cecropiaceae #[13]
  - Urticaceae #
- Ordre des Cornales
  - Hydrostachyaceae
  - Curtisiaceae
  - Grubbiaceae
  - Cornaceae
  - Hydrangeaceae
  - Loasaceae
- Ordre des Ericales
  - Theophrastaceae
  - Samolaceae
  - Maesaceae
  - Myrsinaceae
  - Primulaceae
  - Actinidiaceae
  - Balsaminaceae
  - Marcgraviaceae
  - Pellicieraceae
  - Tetrameristaceae
  - Ericaceae
  - Clethraceae
  - Cyrillaceae
  - Roridulaceae
  - Sarraceniaceae
  - Diapensiaceae
  - Lissocarpaceae
  - Polemoniaceae
  - Fouquieriaceae
  - Scytopetalaceae
  - Lecythidaceae
  - Napoleonaeaceae
  - Styracaceae
  - Ebenaceae
  - Sladeniaceae
  - Theaceae
  - Ternstroemiaceae
  - Sapotaceae
  - Symplocaceae
- Ordre des Lamiales
  - Bignoniaceae
  - Buddlejaceae
  - Byblidaceae
  - Callitrichaceae
  - Carlemanniaceae
  - Cyclocheilaceae
  - Gesneriaceae
  - Globulariaceae
  - Hippuridaceae
  - Labiatae
  - Lentibulariaceae
  - Martyniaceae
  - Myoporaceae
  - Nesogenaceae
  - Oleaceae
  - Pedaliaceae
  - Phrymaceae
  - Plantaginaceae
  - Plocospermataceae
  - Scrophulariaceae
  - Stilbaceae
  - Tetrachondraceae
  - Trapellaceae
  - Verbenaceae
- Ordre des Asterales
  - Alseuosmiaceae
  - Argophyllaceae
  - Compositae ou Asteraceae
    - sous-famille des Barnadesioideae
    - sous-famille des Mutisioideae
    - sous-famille des Carduoideae
    - sous-famille des Cichorioideae
    - sous-famille des Asteroideae

  - Calyceraceae
  - Campanulaceae
  - Carpodetaceae
  - Goodeniaceae
  - Menyanthaceae
  - Pentaphragmataceae
  - Phellinaceae
  - Rousseaceae
  - Stylidiaceae

Dans le volume 9, les groupes supraordinaux des Rosidae et des Asteridae ont été reconnus.
- Rattaché à aucun ordre
  - Sabiaceae
- Ordre des Proteales
  - Proteaceae
  - Platanaceae[14]
  - Nelumbonales[15]
- Ordre des Buxales
  - Buxaceae
  - Didymelaceae
- Ordre des Gunnerales
  - Gunneraceae
  - Myrothamnaceae[16]
- Rattachés à aucun ordre
Dilleniaceae
- Ordre des Saxifragales
  - Altingiaceae[17]
  - Aphanopetalaceae
  - Cercidiphyllaceae[16]
  - Crassulaceae
  - Daphniphyllaceae
  - Grossulariaceae
  - Haloragaceae
  - Hamamelidaceae[18]
  - Iteaceae
  - Paeoniaceae
  - Penthoraceae
  - Peridiscaceae[19]
  - Pterostemonaceae
  - Saxifragaceae
  - Tetracarpaeaceae
- Ordre des Vitales
  - Leeaceae
  - Vitaceae
- Ordre des Zygophyllales
  - Krameriaceae
  - Zygophyllaceae
- Rattachés à aucun ordre
  - Huaceae
- Ordre des Geraniales
  - Geraniaceae
  - Ledocarpaceae
  - Melianthaceae
- Ordre des Crossosomatales[20]
  - Aphloiaceae
  - Crossosomataceae
  - Geissolomataceae
  - Ixerbaceae
  - Stachyuraceae
  - Staphyleaceae
  - Strasburgeriaceae
- Rattachés à aucun ordre
  - Picramniaceae
- Ordre des Berberidopsidales
  - Aextoxicaceae
  - Berberidopsidaceae

Dans le volume 10 sont traités les ordres des Sapindales et  Cucurbitales, ainsi que la famille des Myrtaceae (rattachée aux Myrtales).
- Ordre des Sapindales
  - Biebersteiniaceae
  - Nitrariaceae
  - Tetradiclidaceae
  - Sapindaceae
  - Kirkiaceae
  - Anacardiaceae
  - Burseraceae
  - Rutaceae
  - Simaroubaceae
  - Meliaceae
- Ordre des Cucurbitales
  - Anisophylleaceae
  - Coriariaceae
  - Corynocarpaceae
  - Cucurbitaceae
  - Datiscaceae
  - Begoniaceae
- Ordre des Myrtales
  - Myrtaceae